# Marcel Blossoms
Marcel Blossoms (pe numele sau adevărat Marcel Blumen; n.15.02.1904 - d.11.05.1965) a fost un regizor și critic de film român.

## Biografie
Marcel Blossoms s-a născut la Braila pe 15 februarie 1904. La vârsta de 11 ani se mută cu familia în București. A studiat la colegiile Cantemir Vodă și Gheorghe Lazăr și doi ani la Facultatea de Drept a Universității din București. Încă de la terminarea liceului și-a început activitatea jurnalistică și cinematografică.
Între anii 1922-1923 a fost redactor la revista „Rampa”. În 1923 a lucrat la studiourile Vita- Film din Viena, unde l-a cunoscut pe Mano Kertesz Kaminer care se stabilise în 1918 în capitala Austriei și care, ajuns în America în 1926, a devenit faimosul regizor Michael Curtiz, realizator al filmelor Îngeri cu fete murdare (1938) și Casablanca (1942).
Între anii 1926-1931 Marcel Blossoms a fost redactor la revista „Cinema” (condusă de Nestor Cassvan). În paralel a desfășurat o activitate jurnalistică intensă pentru diferite firme ca Universal, Die Lichtbild-Bühne din Berlin și Ciné-Magazine din Paris.
Între anii 1926- 1929 a realizat câteva filme. Documentarul sau Dâmbovița apă dulce (1926) nu a fost prezentat niciodată pe ecrane, fiind interzis de cenzura vremii pentru modul în care prezenta contrastele capitalei. Filmul său de ficțiune Lache în harem, realizat împreună cu V.D. Ionescu, a avut premiera pe 14 ianuarie 1928 la sala Mărioara Voiculescu din București. O copie a acestui film se păstrează în colecția Arhivei Naționale de Filme.
Șomerul Lache (interpretat de V.D. Ionescu) adoarme pe malul unui lac în timp ce privește un grup de fete care se scaldă. Visează că ajunge în haremul unui
pașă și plănuiește să evadeze împreună cu frumoasa Lily dar tocmai atunci se trezește iar fetele râd de privirea lui uimită și zdrențele cu care e îmbrăcat. Dansul cadânelor este realizat cu ajutorul coregrafiei dintr-un spectacol din acea vreme al trupei de balet a Teatrului Cărăbuș. Motivul visului unui șomer care idealizează locul unde se află dar și al trezirii sale bruște la realitate amintește de filme ale lui Chaplin precum Charlot om preistoric (1914) sau Goana după aur (1925).
În primul film al lui Chaplin vagabondul său adoarme pe o bancă în parc și visează că se trezește în epoca de piatră unde reușește să devină lider al unui trib și idol al femeilor datorită istețimii și norocului său. Se trezește tocmai când se luptă cu un bărbos fioros și constată că loviturile primite erau cele de la bastonul unui polițist.
Marcel Blossoms a mai realizat o comedie, Guguță la ștrand (1929), din care însă nu s-a păstrat nici o copie.
Între anii 1935-1941 a lucrat pentru 20th Century Fox" (1935), Casa de filme Centuria S.A.R (1936 –1939) a lui A. Paucker și Warner Bros (1939-1941) unde a fost director al compartimentului de publicitate.
În primii ani ai comunismului a lucrat la ArtaFilm (1948), RomFilm (1950) ca traducător de filme rusești și chinezești și SovRoFilm (1951). În 1961 a emigrat împreună cu familia în Israel. În Israel, din păcate, nu a mai putut lucra ca ziarist după cum spera.
A încetat din viață pe 11 mai 1965, la vârsta de 61 de ani. Marcel Blumen Blossoms a fost înmormântat în cimitirul din orașul Ashdod.

## Filme regizate
- Goguță la ștrand          (1929)
- Lache în harem            (1927)
- Dâmbovița apă dulce       (1926)